# Endrinal
Endrinal là một đô thị ở tỉnh Salamanca, phía tây Tây Ban Nha, cộng đồng tự trị Castile-Leon. Đô thị này có cự ly 49 kilômét so với thành phố tỉnh lỵ Salamanca và có dân số 291 người.

## Địa lý
Đô thị này có diện tích 33.54 km².
Đô thị này nằm ở khu vực có độ cao 929 mét trên mực nước biển.
Mã số bưu chính là 37766.